# Mojavei telefonfülke
A mojavei telefonfülke egy 1948-ban felállított, elhagyatott, 2000-ben pedig leszerelt telefonfülke volt az Amerikai Egyesült Államokban, Kalifornia államban, a Mojavei Nemzeti Természetvédelmi Park területén (Mojave-sivatag). A fülkét különös elhelyezkedése tette híressé: 24 km-re (15 mérföld) volt a legközelebbi főúttól, 19 km-re a legközelebbi kövezett úttól és mérföldekre a legközelebbi háztól. Telefonszáma eredetileg +1-213-733-9969 volt, de körzetszáma később 714-re, 619-re, majd 760-ra változott. Feltehetően egy 48 km-re délre található telefonfülkét váltott le.
Az 1960-as években a mágnestelefont fizetettre cserélték.
A híres fülkét sokan kíváncsiságból hívták: vajon felveszi-e valaki a telefont. Mások odautaztak, és sátrat vertek a fülke mellett azért, hogy felvegyék a telefont. Sokan kellemes emlékként őrizték a fülkében folytatott beszélgetéseket. Egy idő után a fülkét elborították a graffitik, mert az idelátogatók egy része nyomot is akart hagyni maga után.
2000. május 17-én a Pacific Bell társaság a Nemzeti Parki Szolgálat kérésére leszerelte a telefonfülkét. A hivatalos magyarázat szerint a fülke környékét akarták megóvni a sok látogató okozta környezetkárosodástól. A fülke rajongói viszont azzal vádolták meg a parkfelügyelőket, hogy egyszerűen csak az örömüket akarták elrontani. A rajongók azzal is megvádolták a Pacific Bellt, hogy leszerelése után megsemmisítette a fülkét.
Bár a fülke telefonszámát a Pacific Bell örökre visszavonta, 2013-ban a számot is magába foglaló +1-760-733-9XXX tartomány a Peerless Network alternatív telefonszolgáltatóhoz került. Ekkor Jered Morgan (Lucky225) telekommunikációs és biztonsági szakértő megvásárolta a számot és felélesztette a szolgáltatást VoIP alapokon. A hívók most egy konferenciahívásba kerülnek, ahol ugyanúgy idegenekkel beszélgethetnek, mint a fülke hőskorában. Ha éppen nincs más a hívásban, akkor Phil Lapsley villamosmérnök, hacker, író Exploding the Phone című hangoskönyve hallgatható meg.
Ez a történet inspirálta a 2006-ban bemutatott Mojavei telefonfülke (Mojave Phone Booth) című film alkotóit.
Rövid dokumentumfilm is készült a fülke történetéről Mojave Mirage címmel.

## Kapcsolódó szócikk
- Ballada a költészet hatalmáról